# アレッポ国際スタジアム
アレッポ国際スタジアム（英: Aleppo International Stadium、アラビア語: استاد حلب الدولي）とは、シリア・アラブ共和国・アレッポのバジル・アル・アサド・スポーツ・コンプレックス内にあるスタジアム。最大75,000人収容で、2007年に完成した。

## 概要
1980年に建設が開始された。当初は1987年の地中海競技大会の主会場の予定であったが、財政難で工事が中断される。2007年にようやくオープン。こけら落とし試合としてトルコのフェネルバフチェSKとの親善試合が行われた。またバッシャール・アル＝アサド大統領も出席した。